# William Clarke Quantrill
William Clarke Quantrill (Kearney, 31 luglio 1837 – Louisville, 6 giugno 1865) è stato un militare e criminale di guerra statunitense che, durante la guerra di secessione americana, comandò una delle più efferate milizie confederate attive nel Kansas e nel Missouri.

## Biografia
Quantrill era il maggiore dei 12 figli di Thomas Henry Quantrill e Caroline Cornelia Clark. Dopo la morte del padre nel 1854 la sua famiglia si trova in grosse difficoltà economiche e Quantrill, che aveva iniziato a lavorare come insegnante, decide di trasferirsi in Illinois e poi in Indiana. Non riuscendo a sbarcare il lunario si dedica al gioco d'azzardo e si trasferisce a Salt Lake City, nello Utah.

### La guerra di secessione americana
Allo scoppio della guerra civile Quantrill si trasferisce in Texas e decide di aderire alla causa confederata. Dopo aver partecipato alla Battaglia di Wilson's Creek e alla Prima battaglia di Lexington decide di tornare in Missouri per formare una milizia alla quale ben presto si uniranno altri fuorilegge come "Bloody Bill" Anderson e i fratelli Frank e Jesse James.

### Il massacro di Lawrence

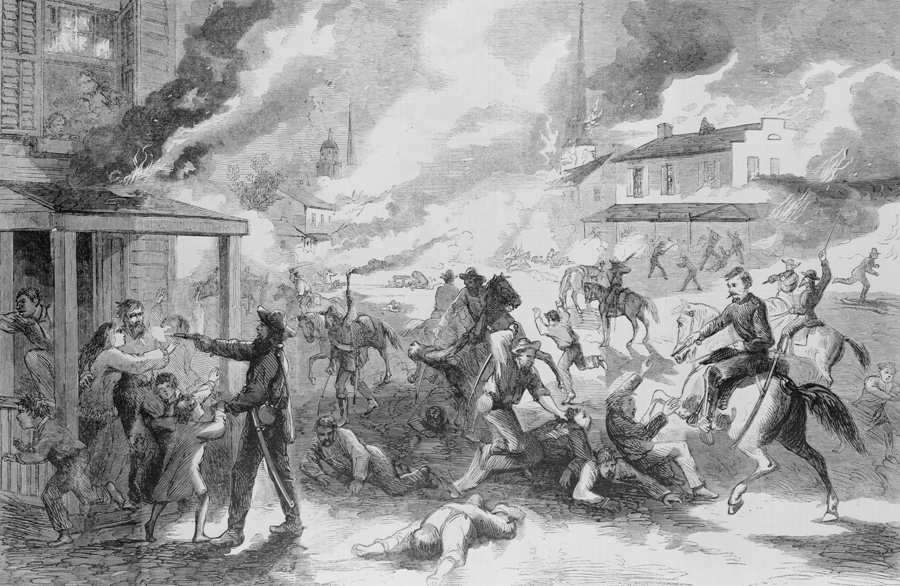
Il massacro di Lawrence, in una vecchia stampa

Durante la guerra civile, la milizia di Quantrill si dedicò a varie azioni di guerriglia, macchiandosi di molti crimini. La loro azione più famosa è nota come “massacro di Lawrence”. Lawrence era uno dei bastioni del movimento antischiavista in Kansas e una delle principali basi dei cosiddetti Jayhawker, le truppe irregolari nordiste. Qui inoltre era morta la sorella di "Bloody Bill" Anderson, uccisa dal crollo di un edificio nel quale era stata rinchiusa assieme ad altre guerrigliere filo-confederate.
La mattina del 21 agosto 1863 Quantrill, alla testa di circa 450 uomini, attaccò la città di Lawrence, uccidendo 183 uomini tra i 14 ed i 90 anni. Poiché la vendetta era il motivo principale dell'attacco, i predoni di Quantrill entrarono in Lawrence con liste di uomini da uccidere e edifici da bruciare. Dopo il massacro gli uomini di Quantrill saccheggiarono la città e svaligiarono una banca.
Due giorni dopo, come rappresaglia, il generale nordista Thomas Ewing Jr. ordinò la distruzione di tre contee del Missouri lungo il confine con il Kansas. Quantrill ed i suoi uomini fuggirono in Texas.

### La morte
A causa di una serie di litigi la milizia di Quantrill, che all'apice contava circa 450 uomini, si ridusse a poche decine di persone. Quantrill compì ancora alcuni raid nel Kentucky, ma il 10 maggio 1865 cadde in un'imboscata dei nordisti. Ferito al petto da un colpo d'arma da fuoco, venne ricoverato nell'ospedale della prigione militare di Louisville, in Kentucky, ma il 6 giugno morì.

### Vita privata
Durante la guerra Quantrill sposò la tredicenne Sarah Katherine King a Blue Springs, in Missouri.

## Nella cultura di massa
La figura storica di Quantrill appare in vari film western. Tra questi si segnalano:
- La belva umana, del 1940
- I predoni del Kansas, del 1950
- La donna che volevano linciare, del 1953
- Quantrill il ribelle, del 1958
- I pistoleri maledetti, del 1965
- Cavalcando col diavolo, del 1999
- Il Grinta, del 2010